# Grusbräcka
Grusbräcka (Saxifraga tridactylites) är en växtart i familjen stenbräckeväxter. Saxifraga tridactylites blommar på våren och försommaren och kan bli omkring en halv till en decimeter hög.